# Sun City Center
Sun City Center es un lugar designado por el censo ubicado en el condado de Hillsborough en el estado estadounidense de Florida. En el Censo de 2010 tenía una población de 19.258 habitantes y una densidad poblacional de 447,82 personas por km².

## Geografía
Según la Oficina del Censo de los Estados Unidos, Sun City Center tiene una superficie total de 43 km², de la cual 40.77 km² corresponden a tierra firme y (5.2%) 2.24 km² es agua.

## Demografía
Según el censo de 2010, había 19.258 personas residiendo en Sun City Center. La densidad de población era de 447,82 hab./km². De los 19.258 habitantes, Sun City Center estaba compuesto por el 95.78% blancos, el 2.05% eran afroamericanos, el 0.12% eran amerindios, el 0.88% eran asiáticos, el 0.04% eran isleños del Pacífico, el 0.48% eran de otras razas y el 0.65% pertenecían a dos o más razas. Del total de la población el 3.19% eran hispanos o latinos de cualquier raza.